# André Franquin

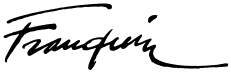
Podpis

André Franquin (ur. 3 stycznia 1924, zm. 5 stycznia 1997) – belgijski rysownik i scenarzysta komiksów. Jego najbardziej znana seria, Gaston, powstała w 1957.

## Publikacje
| Seria              | Lata powstania | Albumy | Wydawnictwo                | Uwagi                                                                                |
| ------------------ | -------------- | ------ | -------------------------- | ------------------------------------------------------------------------------------ |
| Spirou et Fantasio | 1946-1968      | 20     | Dupuis                     | Z Jijém, Henrim Gillainem, Maurice'em Rosym, Willem, Gregiem, Jidéhemem, Jeanem Robą |
| Modeste i Pompon   | 1955-1959      | 3      | Lombard                    | Z René Goscinnym i Gregiem                                                           |
| Gaston             | 1957-1996      | 19     | Dupuis i Marsu Productions | Z Yvanem Delporte'em i Jidéhemem                                                     |
| Le Petit Noël      | 1957-1959      | 1      | Dupuis                     |                                                                                      |
| Idées noires       | 1977-1983      | 2      | Fluide Glacial             | Z Yvanem Delporte'em i Jeanem Robą                                                   |
| Isabelle           | 1978-1986      | 5      | Dupuis                     | Z Delporte'em i Macherotem (scenariusz), Willem (rysunki)                            |
| Marsupilami        | 1987-1989      | 3      | Marsu Productions          | Z Batemem, Gregiem i Yannem                                                          |